# Ectinogramma isosceloides
Ectinogramma isosceloides är en skalbaggsart som beskrevs av Thomson 1864. Ectinogramma isosceloides ingår i släktet Ectinogramma och familjen långhorningar. Inga underarter finns listade i Catalogue of Life.